# Theresa Villiers
Theresa Anne Villiers (Hunstanton, 5 marzo 1968) è una politica britannica.

## Biografia

### Primi anni di vita
Nata a Hunstanton nel 1968, terzo figlio di George Edward Villiers dal suo matrimonio con Anne Virginia Threlfall; ha due fratelli maggiori, Edward ed Henry. Dalla parte di suo padre, è una discendente di Edward Ernest Villiers (1806–1843), fratello di George Villiers, IV conte di Clarendon, Thomas Hyde Villiers, Charles Pelham Villiers, Henry Montagu Villiers e discendente diretto di Edoardo II.

### Europarlamentare e ministro
Ha fatto parte del Parlamento europeo per la circoscrizione Londra dal 1999 al 2005, mandato che ha lasciato dopo essere stata eletta alla Camera dei comuni alle elezioni generali del 2005.
Dal 2010 al 2016 ha ricoperto diverse posizioni nel primo e secondo governo di David Cameron, in particolare ministro di Stato nel Dipartimento per i trasporti dal maggio 2010 al settembre 2012, allora Segretario di Stato per l'Irlanda del Nord da settembre 2012 a luglio 2016.
Nel luglio 2019 è entrata a far parte del governo di Boris Johnson come Segretario di Stato per l'ambiente, l'alimentazione e gli affari rurali, in sostituzione di Michael Gove.

## Ascendenza
|                                    |   |                     | Genitori          |  |  | Nonni |  |  | Bisnonni               |  |  | Trisnonni       |  |
|                                    |   |                     |                   |  |  |       |  |  | Edward Ernest Villiers |  |  | Ernest Villiers |  |
|                                    |   |                     |                   |  |  |       |  |  | Edward Ernest Villiers |  |  | Ernest Villiers |  |
|                                    |   | Elizabeth Wood      |                   |  |  |       |  |  | Edward Ernest Villiers |  |  |                 |  |
| Algernon Edward Villiers           |   |                     |                   |  |  |       |  |  | Edward Ernest Villiers |  |  |                 |  |
|                                    |   | Florence Ricardo    | Francis Ricardo   |  |  |       |  |  |                        |  |  |                 |  |
|                                    |   | Florence Ricardo    | Francis Ricardo   |  |  |       |  |  |                        |  |  |                 |  |
|                                    |   | Florence Ricardo    | Louisa Jane Perry |  |  |       |  |  |                        |  |  |                 |  |
| George Edward Villiers             |   | Florence Ricardo    |                   |  |  |       |  |  |                        |  |  |                 |  |
|                                    |   | George Latham Massy | …                 |  |  |       |  |  |                        |  |  |                 |  |
|                                    |   | George Latham Massy | …                 |  |  |       |  |  |                        |  |  |                 |  |
|                                    |   | George Latham Massy | …                 |  |  |       |  |  |                        |  |  |                 |  |
| Annie Augusta Merewether Massy     |   | George Latham Massy |                   |  |  |       |  |  |                        |  |  |                 |  |
|                                    |   | …                   | …                 |  |  |       |  |  |                        |  |  |                 |  |
|                                    |   | …                   | …                 |  |  |       |  |  |                        |  |  |                 |  |
|                                    |   | …                   | …                 |  |  |       |  |  |                        |  |  |                 |  |
| Theresa Villiers                   |   | …                   |                   |  |  |       |  |  |                        |  |  |                 |  |
|                                    | … | …                   |                   |  |  |       |  |  |                        |  |  |                 |  |
|                                    | … | …                   |                   |  |  |       |  |  |                        |  |  |                 |  |
|                                    | … | …                   |                   |  |  |       |  |  |                        |  |  |                 |  |
| Cuthbert Raymond Forster Threlfall | … |                     |                   |  |  |       |  |  |                        |  |  |                 |  |
|                                    |   | …                   | …                 |  |  |       |  |  |                        |  |  |                 |  |
|                                    |   | …                   | …                 |  |  |       |  |  |                        |  |  |                 |  |
|                                    |   | …                   | …                 |  |  |       |  |  |                        |  |  |                 |  |
| Anne Virginia Threlfall            |   | …                   |                   |  |  |       |  |  |                        |  |  |                 |  |
|                                    |   | …                   | …                 |  |  |       |  |  |                        |  |  |                 |  |
|                                    |   | …                   | …                 |  |  |       |  |  |                        |  |  |                 |  |
|                                    |   | …                   | …                 |  |  |       |  |  |                        |  |  |                 |  |
| …                                  |   | …                   |                   |  |  |       |  |  |                        |  |  |                 |  |
|                                    |   | …                   | …                 |  |  |       |  |  |                        |  |  |                 |  |
|                                    |   | …                   | …                 |  |  |       |  |  |                        |  |  |                 |  |
|                                    |   | …                   | …                 |  |  |       |  |  |                        |  |  |                 |  |
|                                    |   | …                   |                   |  |  |       |  |  |                        |  |  |                 |  |

## Pubblicazioni
- Theresa Villiers & Sean Wilken, Law of Estoppel, Variation and Waiver, John Wiley & Sons, 29 aprile 1998, ISBN 0-471-96921-4.